# Plaiu Cornului, Prahova
Plaiu Cornului este un sat în comuna Șotrile din județul Prahova, Muntenia, România.
Așezarea este atestată documentar în 1892.
În 2011, satul avea 202 locuitori.